# Barry Williams (rugbista)
Barry Hugh Williams (Carmarthen, 6 gennaio 1974) è un rugbista a 15 e allenatore di rugby a 15 britannico, internazionale per il Galles, attivo in carriera agonistica nel ruolo di tallonatore.

## Biografia
Cresciuto nel Neath, con cui esordì da dilettante nel campionato gallese, Williams debuttò in Nazionale nel corso del Cinque Nazioni 1996 contro la Francia a Parigi.
Divenuto professionista si trasferì in Inghilterra al Richmond, e con una sola presenza internazionale alle spalle, fu selezionato per il tour dei British Lions in Sudafrica dal tecnico della selezione Ian McGeechan.
Nel 1999 si trasferì al Bristol con un contratto quadriennale ma, dopo soli due anni, il Neath pagò una penale di 25 000 sterline al club inglese per riavere Williams nei ranghi con un contratto di complessive 420 000 sterline per quattro stagioni in Celtic League; con la trasformazione del Neath nella nuova franchise degli Ospreys Williams passò in tale formazione con cui vinse, da capitano, due tornei celtici nel 2005 e nel 2007 più una coppa Anglo-Gallese nel 2008, anno del suo ritiro dopo una serie di infortuni che ne minarono l'efficienza fisica.
Subito dopo la fine della carriera agonistica divenne allenatore nelle serie minori: nel 2008 al Llandeilo, passò nel 2010 al Llangennech e, dopo un ulteriore biennio, guida dal 2012 il Carmarthen Athletic, squadra della sua città natale.

## Palmarès
- Celtic League: 2
Ospreys: 2004-05, 2006–07
- Coppe Anglo-Gallesi: 1
2007–08